# Aníbal Médicis Candiota
Candiota (Bagé, Brasil, 14 de junio de 1900-Brasil, 15 de octubre de 1949) fue un futbolista de Brasil que jugó en la posición de delantero.

## Carrera

### Club
| Periodo   | Club            |
| --------- | --------------- |
| 1916-1918 | Guarany de Bagé |
| 1918-1920 | Cruzeiro        |
| 1920-1925 | CR Flamengo     |
| 1926-1928 | Guarany de Bagé |

### Selección nacional
Jugó para Brasil en tres partidos y anotó un gol en la Copa América 1921 donde fue subcampeón.

## Logros
- Campeonato Carioca: 1920, 1921, 1925, 1927
- Torneio Início: 1920, 1922
- Torneio America Fabril: 1919, 1922, 1923
- Taça Sport Club Mackenzie: 1920
- Taça Ypiranga Football Club: 1921
- Taça Carioca Football Club: 1923
- Troféu Petropolitano Footbal Club: 1923
- Troféu Torre Sport Club: 1925
- Troféu Agência Hudson: 1925
- Troféu Jornal do Commércio de Pernambuco: 1925
- Troféu Sérgio de Loreto: 1925
- Troféu Associação Paranaense de Desportos: 1927
- Taça Doutor Affonso de Camargo: 1927